# Songs from the Small Machine: Live in L.A.
Songs from the Small Machine: Live in L.A. é um álbum ao vivo do cantor e compositor Lindsey Buckingham, conhecido como vocalista do Fleetwood Mac, lançado em novembro de 2011.
O projeto foi gravado no Saban Theatre, nos EUA, durante a turnê do álbum Seeds We Sow, de 2011. Além de canções deste álbum, o trabalho incluiu sucessos do Fleetwood Mac e músicas da carreira solo de Lindsey.

## Faixas
Todas as composições por Lindsey Buckingham, exceto onde anotado.
1. "Shut Us Down" (Buckingham, Cory Sipper)
2. "Go Insane"
3. "Trouble"
4. "Never Going Back Again"
5. "Big Love"
6. "Under The Skin"
7. "All My Sorrows" (Tradicional)
8. "In Our Own Time"
9. "Illumination"
10. "Second Hand News"
11. "Tusk"
12. "Stars Are Crazy" (Buckingham, Lisa Dewey)
13. "End of Time"
14. "That's the Way That Love Goes"
15. "I'm So Afraid"
16. "Go Your Own Way"
17. "Turn It On" (Buckingham, Richard Dashut)
18. "Treason"
19. "Seeds We Sow"